# Plebejus aegiades
Plebejus aegiades är en fjärilsart som beskrevs av Gerhard 1853. Plebejus aegiades ingår i släktet Plebejus och familjen juvelvingar. Inga underarter finns listade i Catalogue of Life.